# Give Up the Funk (Tear the Roof Off the Sucker)
Singles de Parliament
P-Funk (Wants to Get Funked Up) (en)
(1976) Mothership Connection (Star Child) (en)
(1976)
Give Up the Funk (Tear the Roof Off the Sucker) est une chanson du groupe de funk américain Parliament parue en 1975 sur l'album Mothership Connection, puis en single l'année suivante sous le titre Tear the Roof Off the Sucker (Give Up the Funk).
Le single se classe no 15 des ventes aux États-Unis en juillet 1976 et no 5 dans le classement soul. Il est certifié disque d'or au mois d'octobre